# Georges Vacossin
Georges Lucien Vacossin, conocido como  Georges Vacossin , fue un escultor francés, nacido el 1 de marzo de 1870 en Grandvilliers (Oise) y fallecido el 31 de agosto de 1942.

## Datos biográficos
A lo largo de su carrera como escultor, realizó modelos para bronces, principalmente de animales, también de deportistas, entre otros.
La casa Thiebaut Freres, produjo series de bronce con sus modelos.
Presentó sus obras en los Salones parisinos de 1902 a 1937.
En 1917 fueron presentadas sus obras en el Palacio Municipal de Bellas Artes de Barcelona, con motivo de la segunda exposición de arte francés.
En 1934 fue enviada a la legación francesa en La Habana,una estatua de un Cachorro (Chiot en francés).
Georges Vacossin falleció el 31 de agosto de 1942, a los 72 años.

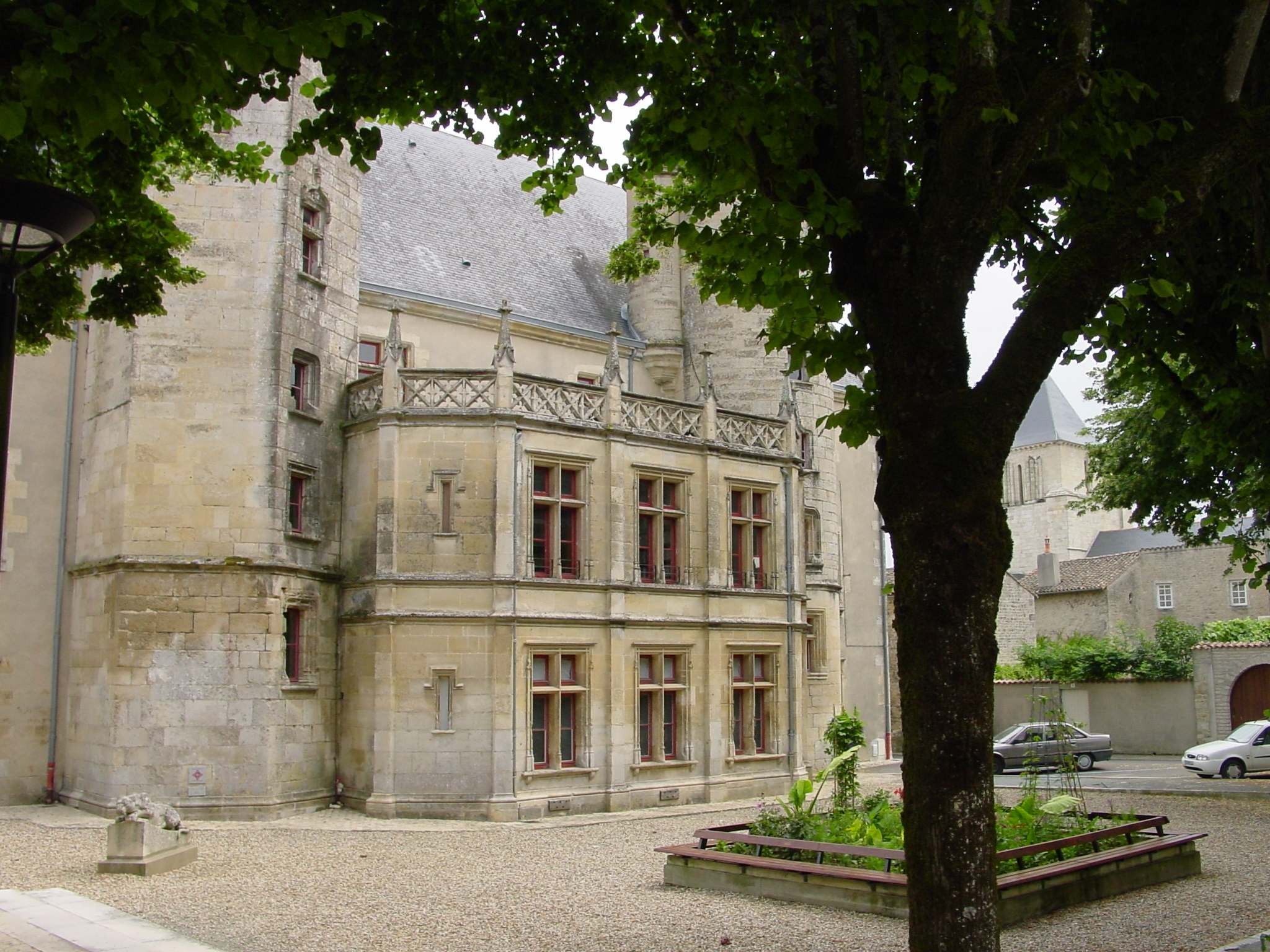
Pantera en los aledaños del Hôtel de Ménoc, palacio de Justicia de Melle.

## Obras
- Maternidad - Maternité (1931)

piedra, en la esquina de la rue Lafayette y de la rue du Château Landon , X Distrito de París. 48°52′49″N 2°21′43″E / 48.88028, 2.36194
- Pantera al acecho- panthère à l'affût, estatua en la localidad de Melle.[5]·[nota 2]

En el museo departamental del Oise en Beauvais se conserva un modelo de yeso de un dóberman tumbado.